# Parašutismus

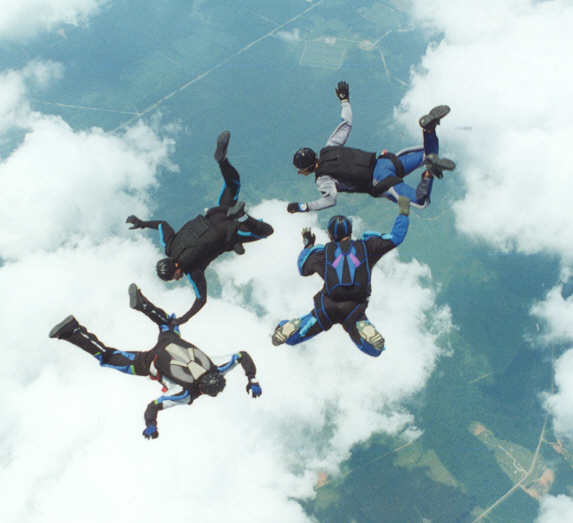
Parašutisté ve formaci RW disciplíny.

Parašutismus je odvětví leteckého sportu, kdy letící opustí letadlo seskokem a na zem se vrací pomocí padáku. Parašutistický seskok sestává z volného pádu, následného letu na otevřeném padáku a přistání.

## Historie parašutismu

### 12. – 17. století
Záznamy z Číny 12. století pojednávají o dvorních šašcích, kteří veřejnost bavili seskoky pod dvěma deštníky. Italský anonymní manuscript z roku 1470 obsahuje ilustraci lidské postavy pod čtverečným rámem s kónickou kopulí. Na jejím základě Leonardo da Vinci uskutečnil výpočty a nákresy padáku s dřevěnou konstrukcí. Vědec chorvatského původu Faust Vrančić (1551–1617) se pokusil o vylepšení da Vinciho návrhu. Návrh zobrazil pod názvem Homo Volans (létající muž) ve své knize Machinae Novae z roku 1615. Zatímco da Vinci svůj padák nikdy nevyrobil a nevyzkoušel, Vrančić tak učinil roku 1617. Jako první člověk skočil s pomocí padáku, a to ze zvonice baziliky svatého Marka v Benátkách.

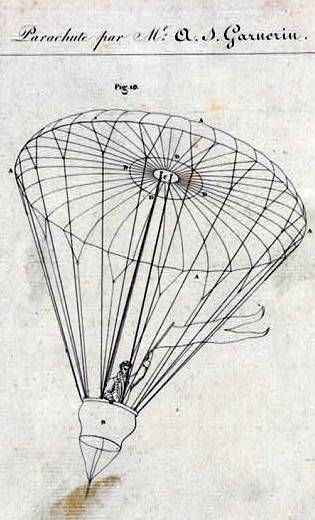
André-Jacques Garnerin: seskok padákem

### 18. století
První popsaný seskok z padáku se datuje do roku 1783, kdy Francouz Louis-Sebastien Lenormand seskočil z věže observatoře v Montpellier a přistál bez nehody. Prvním člověkem, který padák použil jako záchranný prostředek, se 22. 10. 1797 stal Francouz André-Jacques Garnerin (1769–1823). Ve výšce okolo 900 metrů mu unikl z balónu plyn, pomocí padáku přistál zhruba půl míle od místa startu. Tím naplnil hlavní poslání tehdejšího padáku coby záchranného prostředku.

### 20. století
Roku 1911 si ruský vynálezce Gleb Jevgnějevič Kotělnikov nechal patentovat padák RK-1. V roce 1914 získal slovenský imigrant Štefan Banič v USA rovněž patent na svůj padák. Od roku 1918 se padáky používají pro záchranu pilotů bojových letadel. Alessandro Tandura (1893–1937) byl prvním parašutistou seskakujícím z letadla. V noci z 8. na 9. srpna 1918 za vojenské akce v severní Itálii seskočil ze speciálně vybaveného letadla Savoia-Pomilio SP.4. V období druhé světové války, 1939–1945, se padák začíná používat jako dopravní prostředek pro výsadková vojska, dále pro záchranu sestřelených letců i jako prostředek dopravy zásob a vojska do týlu nepřítele. Po druhé světové válce se začíná padák využívat i pro sportovní účely. Zásluhou vyřazených vojenských parašutistů, kteří si tuto činnost v armádě oblíbili, se z parašutismu stává sport.
Sportovní parašutismus přijala Mezinárodní leteckou federací FAI jako letecký sport. Roku 1950 se konalo 1. Mistrovství světa v Bledu v Jugoslávii. Skákaly se seskoky na přesnost přistání. Roku 1954 ve Francii byl zařazen jeden seskok na styl za volného pádu z 1 500 metrů. Cílem bylo udržet co nejstabilnější prsní polohu. Jedná se o základ, z něhož se vyvinula disciplína individuální akrobacie nebo také komplex figur.

### 21. století

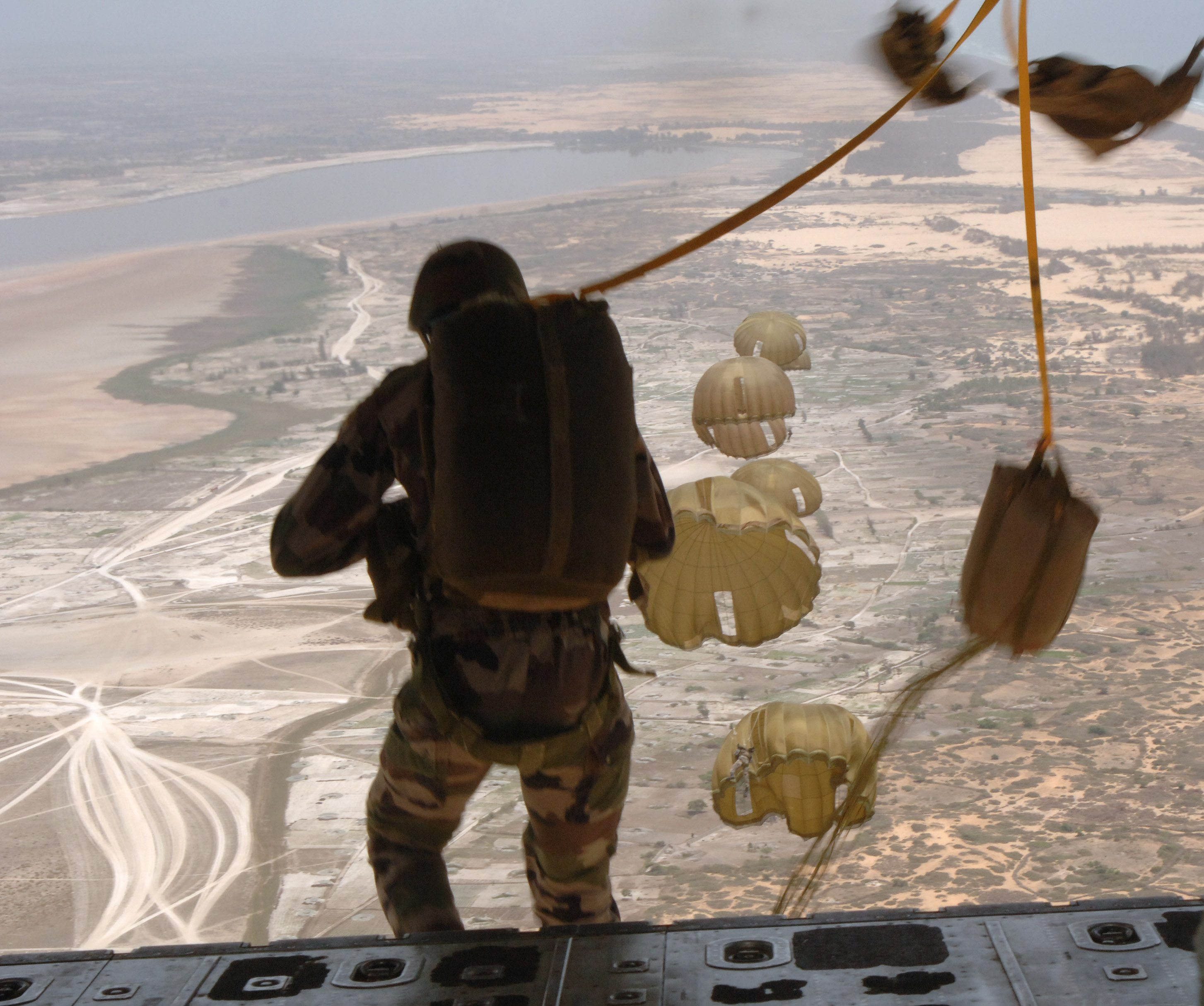
Vojenský parašutista během výsadku nad Dakarem

Parašutismus je provozován celosvětově. Profesionální využití nachází zejména v armádách, kde jej provozují výsadkáři. Rozmach zaznamenal i parašutismus sportovní a komerční. Rozšířen je v hospodářsky rozvinutých zemích, kde vyšší kupní síla obyvatelstva umožňuje překonat náklady na provozování. Vzrostla také obliba tandemových seskok pro veřejnost. Seskok probíhá tak, že je pasažér připoután speciálním postrojem ke zkušenému parašutistovi, tandempilotovi, který seskok řídí. Cena seskoku se pohybuje okolo 4000 Kč. Zájemci o samostatný seskok musí absolvovat základní výcvik v rozsahu cca 10 hodin. Seskoky probíhají buď na padácích s automatickým otevřením pomocí výtažného lana (Static Line metoda) nebo metodou AFF (anglicky Accelerated Free Fall), kdy již první seskoky probíhají z výšky 4 000 metrů a s žákem skáčou dva zkušení instruktoři, kteří seskok sledují a žáka vedou. Při prvních seskocích jej dokonce celou dobu drží a rovněž mu v případě potřeby otevírají padák.

## Popis seskoku
Při seskoku je parašutista vybaven padákovým kompletem, který sestává z hlavního a záložního padáku a postroje. Hlavní padák je zpravidla typu křídlo (umožňuje lépe manévrovat v průběhu letu), záložní padák bývá rovněž křídlo, u studentských kompletů může být i kulatý. Dále k vybavení parašutisty patří dobře čitelný výškoměr, helma, nůž (pro případné uvolnění ze zamotaných šňůr padáku) a pevná kotníková obuv. Výsadek může probíhat ve výškách od 700 do 4 000 metrů nad úrovní terénu. Seskoky z vyšších výšek zpravidla vyžadují speciální výstroj, např. kyslíkové masky.

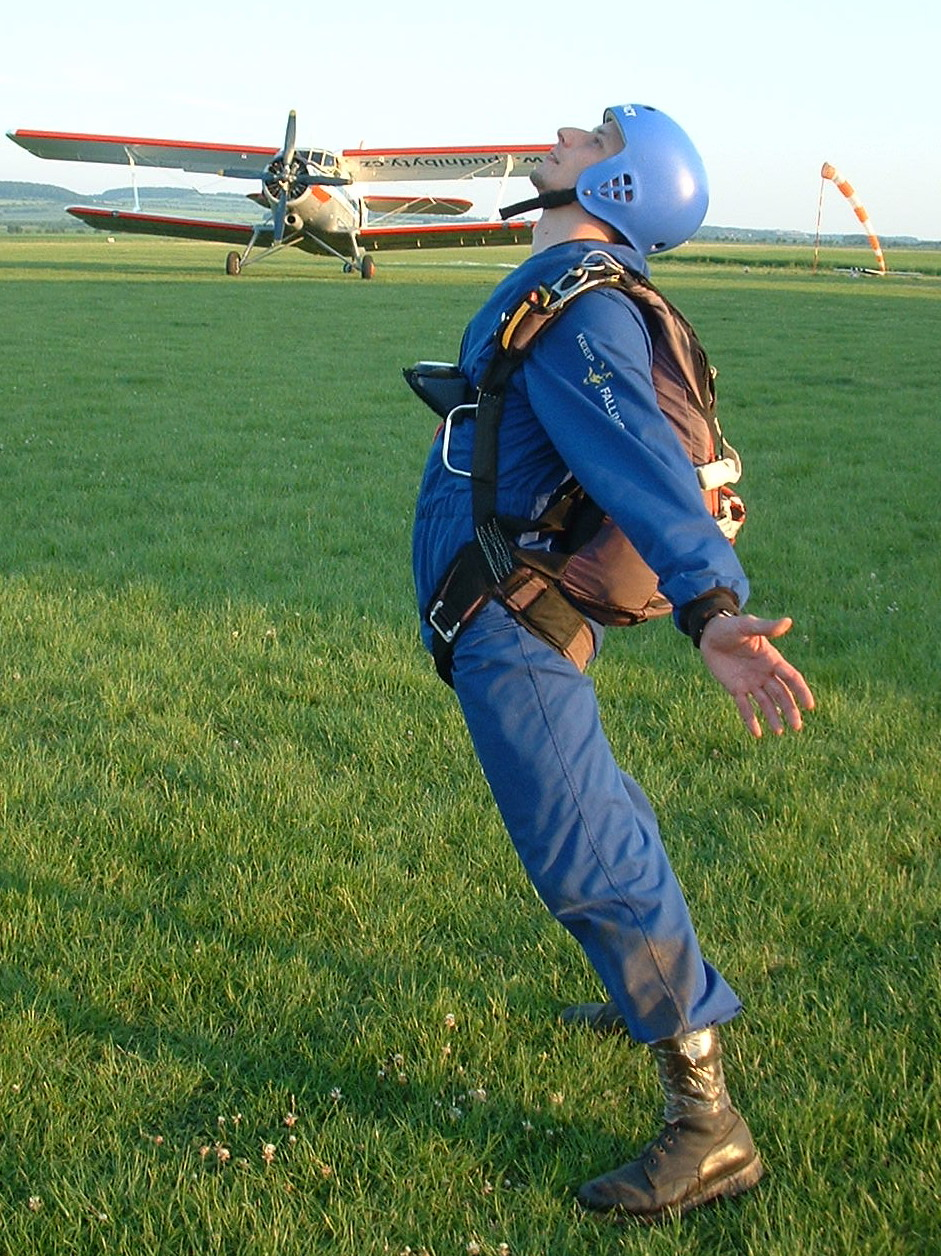
Stabilizační poloha tzv. "vlaštovka".

### Výskok z letadla a volný pád
Letadlo naletí do určeného prostoru, zpravidla v blízkosti letiště, a v určené výšce výsadku zpomalí na 250–120 km/h, aby bylo usnadněno opuštění letadla. Po výskoku nastává volný pád, který trvá až do otevření padáku. V prvních několika sekundách po výskoku převažuje setrvačná dopředná rychlost, teprve poté převáží gravitace. Stabilizace těla ve vzduchu se dosáhne výrazným prohnutím vzad, viz obrázek. Pro stabilitu pádu je důležitá především symetrie těla, padat se dá v nejrůznějších polohách. Nejčastější a nejdůležitější pro každého parašutistu je tzv. prsní poloha, tedy jakoby vleže na břiše. Jde o základní polohou při výcviku. Otevírat padák je nutné vždy z této polohy, protože se tak předejde kontaktu těla parašutisty s popruhy a šňůrami otevírajícího se padáku. Tato poloha je využita v disciplínách typu RW nebo ve velkých sestavách. V disciplíně Free Fly lze padat v sedě, hlavou dolů nebo po nohách. V disciplíně Free Style je pak možné úplně cokoli, například pád v holubičce. V závislosti na výšce výsadku poloze a výšce otevření se výsledná pádová rychlost pohybuje v rozmezí cca 180–300 km/h a volný pád může trvat téměř minutu.

### Otevření padáku
Hlavní padák lze otevírat několika způsoby, ale nejčastěji se pomocí malého výtažného padáčku nejprve uvolní uzavírací trn postroje. Z něj se poté vytáhne kontejner padáku, z něhož se postupně odmotávají šňůry. Až poté, co je celá délka padákových šňůr rozvinuta, dojde k otevření kontejneru a vytažení vrchlíku (horní látkové části padáku). Ten se poté rozbalí a postupně nafukuje vzduchem. Po sjetí slideru (malý čtvercový kousek látky) k popruhům parašutisty je již plně připraven pro let. Otevírání padáku je pozvolné (o to se stará výše zmíněný slider), aby došlo k plynulému zbrzdění pádové rychlosti. Sportovní padáky se otevírají několik sekund, se ztrátou výšky kolem 150–300 metrů.

#### Výška otevření padáku

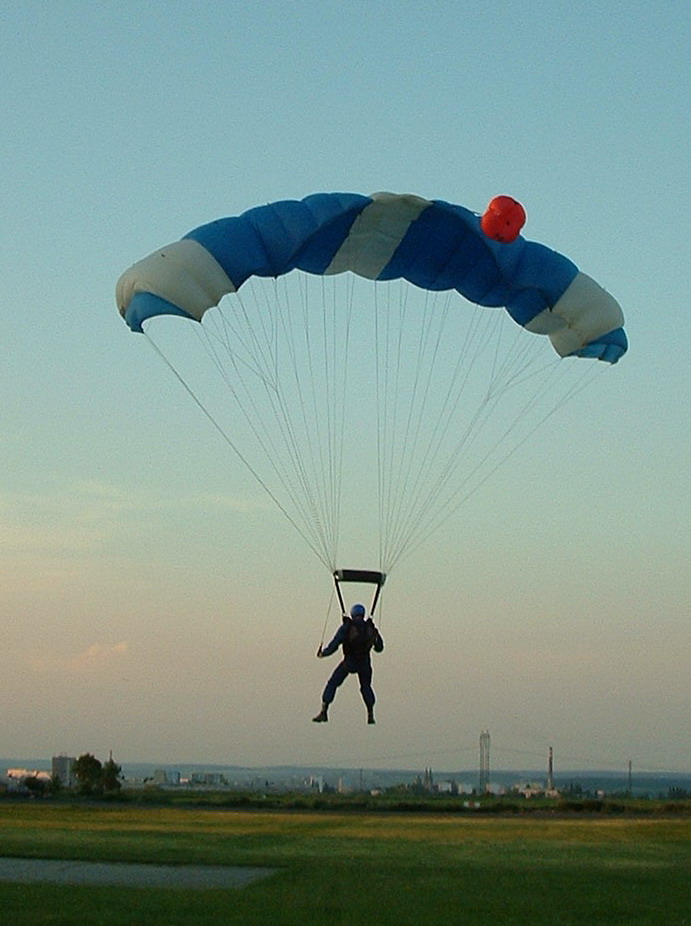
Přistání na padáku s dobře viditelným výtažným padáčkem (červené barvy).

Při otevření padáku ve výšce 14 000 stop (cca 4,2 km) a výše hrozí nebezpečí, že se padák vlivem nízkého odporu vzduchu, který v těchto výškách panuje, zcela neotevře a zůstane „splasklý“ po celou dobu pádu. Proto se padáky otvírají v mnohem nižší (asi čtvrtinové) výšce, tedy okolo 1 000 metrů nad zemí, což dává v případě závady na hlavním padáku dostatek času k posouzení a řešení vzniklé situace. V případě neodstranitelnosti závady se situace řeší odhozením hlavního padáku a následným (automatickým nebo ručním) otevřením padáku záložního. Tímto se parašutismus liší od paraglidingu, kde se záložní padák otevírá vedle padáku hlavního. Odhození hlavního padáku je možné až do výšky cca 300–500 metrů nad zemí, potom už se rozhodně nedoporučuje.

### Přistání
Pro přistání si parašutista vybírá vhodný volný a přehledný terén. Je třeba se vyhýbat překážkám, jako jsou vedení vysokého napětí, budovy, stromy, silnice a podobně. Ty jsou nebezpečné nejen pro přistání samotné, ale i tvořením turbulencí – vzdušných vírů. Ty v jejich okolí vznikají díky rozdílnému ohřevu a tím proudění teplého vzduchu v jejich okolí. Několik metrů nad zemí dokáže taková turbulence přistání velmi znepříjemnit, a může být i nebezpečná. Před seskokem nad nepříliš známým terénem, je proto vhodné seznámit se s potenciálně nebezpečnými místy. Zásadně se přistává proti větru, čímž se zbrzdí dopředná rychlost padáku vzhledem k zemi. Pro zjištění síly a směru větru jsou proto v místech přistání umístěny větrné rukávy. Ve výšce cca 5 metrů parašutista začíná pomalu a plynule brzdit (tzv. „podrovnávat“) padák stahováním řídicích šňůr. Tím mění profil padáku a zvyšuje vztlak. Přistává na zabrzděném padáku, kdy se klesající i dopředná rychlost (padáku typu křídlo) sníží na nulu. Zkušený parašutista dokáže přistát velice přesně, čehož se využívá ve sportovní disciplíně na přesnost přistání.

## Bezpečnost
Současné padákové komplety již splňují náročné mezinárodní normy na bezpečnost a spolehlivost použitých materiálů a konstrukcí. Statistická pravděpodobnost závady na padáku se pohybuje v řádu promile. Většina úrazů se stává chybou pilota, přeceněním vlastních sil či podceněním okolních vlivů (především větrných podmínek a počasí).
Drtivá většina dnešních padákových kompletů je navíc vybavena bezpečnostním zařízením AAD (Automatic Activation Device) – toto zařízení sleduje aktuální výšku a rychlost klesání a v případě vyhodnocení kritické situace (podle navoleného režimu: student, expert, swoop apod.) automaticky otevírá záložní padák (přetnutím zavíracího očka záložního padáku).

### Měření rizika
Riziko, které při provozování parašutismu může nastat, je vyjádřeno následujícím způsobem: počet poranění na 1 000 seskoků a počet smrtelných nehod na 100 000 seskoků. Poraněním je myšleno vše od drobných poranění a pohmožděnin přes výrony a zlomeniny až po vícečetné zlomeniny či vnitřní poranění. Většina poranění je evidována jako drobná poranění či jednoduché zlomeniny. Počet poranění bývá označován jako stabilní. Smrtelná zranění jsou proměnlivá z roku na rok. Tato proměnlivost je dána nízkými hodnotami údajů, a tedy nízkou úmrtností při samotném parašutismu.

## Sportovní disciplíny
Parašutismus během své téměř padesátileté existence rozrostl do celé řady disciplín, z nichž některé ani nejsou provozovány výskokem z letadla.

### Parašutistické disciplíny
- Přesnost přistání – hodnotí se nejpřesnější přistání. Nejstarší parašutistická disciplína spadající pod klasický parašutismus. Současná podoba představuje přesnost přistání na cíl o průměru 2 cm.
- Individuální akrobacie – druhá klasická disciplína parašutismu je prováděna za volného pádu. Hodnotí se rychlost a preciznost provedení předem daných otáček a salt. Hodnocení probíhá z videozáznamu pořízeného speciální kamerou ze země.
- Relative Work, RW – formace / spolupráce při volném pádu. Jedna z hlavních sportovních disciplín parašutismu.
- Free Fly, FF – pro parašutisty, které omrzelo padat v prsní poloze. Ve Free Fly jsou nejčastější polohy v sedě – Sit (slangově sedák), hlavou dolů – Head Down nebo poloha vestoje (slangově stoják). Free Fly je náročný na dovednost i fyzickou přípravu parašutisty. Ve volném pádu jsou dosahovány i rychlosti přes 300 km/h.
- Free Style – speciální akrobacie, dá se říci gymnastika ve volném pádu. Doména především dívek a žen. Dobře provedený Free Style seskok je nádherná podívaná. Zahrnuje například polohy jako holubička, provaz, provaz hlavou dolů, rotace v těchto polohách a mnoho dalších.
- Big Ways, velké sestavy – koordinované seskoky početnějších skupin. Nejčastěji kolem 8–16 lidí. Český rekord tvoří 33 parašutistů, světový rekord z roku 2006 tvoří 400 parašutistů. Hodnotí se počet parašutistů zapojených do předem určené formace.
- Swooping, přistání na rychlých padácích – moderní, velmi efektní, ale i riskantní sportovní disciplína. Používají se padáky o malých plochách, které tak parašutista výrazně více zatěžuje a dosahuje tím větší rychlosti. Před přistáním navíc provádí tzv. narychlení padáku, kdy agresivní otáčkou prudce ztratí výšku a získá tak ještě větší rychlost. Účelem je získání vysokého vztlaku, který umožní po srovnání padáku ve výšce v řádu metrů letět několik desítek metrů vodorovně se zemí. Výsledek je velmi efektní, ale bezpečnost přistání je řádově nižší než u běžného přistání. Nemálo swoopů již skončilo tvrdým kontaktem parašutisty se zemí, v těchto případech jde pak nezřídka o život.
- Canopy Relative Work, CRW, formace na otevřených padácích – týmy závodí ve formacích na padácích.
- Práce s kamerou – většina parašutistických disciplín probíhá za volného pádu, a tedy bez možnosti sledování ze země. Parašutista, který skáče s kamerou připevněnou na přilbě, je proto důležitý pro pořízení záznamu, který slouží ke sledování a hodnocení daného seskoku.
- Skysurfing – surfing během volného pádu. Seskok se speciálním surfovým prknem připevněným na nohy. Díky obtékání vzduchu kolem prkna je možné jak surfování po vzduchu, tak nejrůznější vzdušná akrobacie.
- Wingsuit Flying – označováno také jako Birdman, v češtině ptačí muž. Parašutista ve speciální kombinéze, která využívá vlastností křídla a umožňuje téměř ploché klouzání po vzduchu. Volný pád se prodlužuje na několik minut a parašutista skutečně létá. Přistává však na otevřeném padáku, byť neustále probíhá snaha o přistání Birdmana bez něj. V posledních letech je každoročně avizován takový pokus, dosud se však neuskutečnil.
- Speed Skidiving, rychlostní seskoky – cílem této volnopádové disciplíny je dosáhnout co největší rychlosti. Rekordy se pohybují okolo 500 km/h.

### Kategorie bez letadla
- BASE jumping – druh bezletadlového parašutismu, kdy se skáče z objektů spojených se zemí. Název pochází z úvodních písmen míst, z nichž se skoky provádí. B – Building, budova, A – Antenna, anténa, S – Span, most, E – Earth, země, skála. Oblíbená místa představují právě skály, komíny, budovy, vysílače. Jedná se o extrémní sport, při kterém hrozí úraz či smrt. Skáče se z minimální výšky 60 m. Ihned po zahájení skoku musí být otevřen padák. Proto je třeba mít velmi dobrý odhad a načasování, umět se pohybovat ve vzduchu. Skáče se z kolmého prostoru, kolem něž by se neměla nacházet překážka. Zkušení base jumpaři skáčou i okolo překážek jako skála.
- Paragliding – druh leteckého sportu, jehož smyslem je plachtění vzduchem. K tomuto účelu bývá použit padákový kluzák. K další povinné výbavě paraglidisty patří postroj, přilba, záchranný padák a výškoměr. Paragliding začíná rozběhem z kopce. Další variantu představuje rozběh z roviny za pomocí vlečného zařízení. Následuje plachtění a přistání. To probíhá podrovnáním padáku a dobrzděním na minimální rychlost, kdy stačí krátce doběhnout.
- Seskok z balonu – oproti seskoku z letadla spočívá rozdíl v tom, že rychlost letadla je vyšší, činí cca 160 km/h. Také výška seskoku bývá nižší, běžně 2000–3500 m, oproti 4000 m z letadla. Při volném pádu z balonu na rozdíl od skoku z letadla trvá, než skákající nabere rychlost. První oficiální komerční tandemový seskok z horkovzdušného balonu se v Česku uskutečnil roku 2018.
- Speed flying – označován i jako Speed riding. Létá se na malém a rychlém padákovém kluzáku, a to v blízkosti svahu. Osoba provozující Speed flying má také lyže či snowboard, svah napůl sjíždí, napůl z něj letí. Jedná se tedy o sport na pomezí paraglidingu, parašutismu a lyžování. Startuje se ze svahu, s křídlem nad hlavou nafouknutým proudícím vzduchem – jako při paraglidingu. Smyslem je rychlá jízda v blízkosti svahu. Technika přistání speed flyingového kluzáku je rychlá – jako při parašutismu.